# Ron Toomer
Ron Toomer (* 31. Mai 1930 in Pasadena (Kalifornien); † 26. September 2011 in Bedford (Texas)) war ein US-amerikanischer Achterbahnkonstrukteur, der mehr als 90 Achterbahnen weltweit entworfen hat.

## Leben
Toomer absolvierte ein Maschinenbaustudium an der University of Nevada, Reno und war Teil des Konstruktionsteams für den Apollo-Hitzeschild.
Er wurde 1965 von den Arrow-Development-Gründern Karl Bacon und Ed Morgan eingestellt, um die Minenachterbahn Run-A-Way Mine Train in Six Flags Over Texas mitzukonstruieren. Dort entwarf er 15 weitere Minenachterbahnen. Nach vier Jahren Entwicklungszeit führte er mit der Eröffnung von Corkscrew in Knott’s Berry Farm 1975 die erste moderne Loopingachterbahn mit zwei Inversionen ein. Ein Jahr später führte er den berühmten Tränentropfen-Looping auf der Achterbahn Corkscrew in Cedar Point ein. 1999 wurde unter Toomer die damals höchste Achterbahn der Welt, Magnum XL-200 in Cedar Point, eröffnet.
Nach dem Kauf von Arrow Development durch Huss Maschinenfabrik im Jahre 1981 wurde Toomer stellvertretender Geschäftsführer und Leiter der Entwicklungsabteilung. 1986 wurde eine Übernahme verhandelt und Arrow Dynamics gegründet, wo Toomer Geschäftsführer wurde. 1998 verließ Toomer Arrow Dynamics.

## Auswahl an Achterbahnen
Dies ist eine Auswahl an Achterbahnen, an denen Toomer mitgewirkt hat:
- Corkscrew (Achterbahnmodell), erste Achterbahn mit zwei Inversionen
- Corkscrew (Cedar Point), erste Achterbahn mit drei Inversionen
- Carolina Cyclone, erste Achterbahn mit vier Inversionen
- Viper (Six Flags Darien Lake), erste Achterbahn mit fünf Inversionen
- Vortex (Kings Island), erste Achterbahn mit sechs Inversionen
- Shockwave (Six Flags Great America), erste Achterbahn mit sieben Inversionen
- Loch Ness Monster (Busch Gardens Williamsburg), erste Achterbahn mit Interlocking Loops
- Orient Express (Worlds of Fun), erste Achterbahn mit Batwing
- The Bat (Kings Island), Prototyp des Suspended Coasters in einem Freizeitpark
- Gemini (Cedar Point), einzige Racing-Achterbahn des Herstellers
- Magnum XL-200, erste Achterbahn mit einer Höhe über 200 Fuß